# ويليام هنري هارمان
ويليام هنري هارمان (بالإنجليزية: William Henry Harman)‏ هو محامي وسياسي أمريكي، ولد في 17 فبراير 1828 بواينيسبورو في الولايات المتحدة، وتوفي بنفس المكان في 2 مارس 1865.